# Bulboaca (poligon)
Baza militară de instruire a Armatei Naționale „Bulboaca” este amplasată în preajma localităților Cimișeni și Speia din raionul Anenii Noi, Republica Moldova, poligonul respectiv este cel mai mare din R. Moldova, având o suprafață de 21 km².
Pe teritoriul bazei se găsesc mai multe sectoare specializate, unde militarii își desfășoară atât exercițiile zilnice, cât și pregătirile pentru aplicații multinaționale.
În cadrul bazei militarii execută misiuni la diferite locuri de instruire: trageri de luptă (darea ordinului de luptă), trecerea pistei cu obstacole, aruncarea grenadelor de mână, plantarea minelor, antrenamente la protecția chimică (NBC) și acordarea primului ajutor medical.

## Legături externe
- Demonstrație de forță pe poligonul de la Bulboaca Arhivat în 10 august 2014, la Wayback Machine. Prime
- Trageri de luptă la Bulboaca (VIDEO) Timpul
- Poligonul de la Bulboaca, renovat cu sprijinul SUA TRM